# NGC 4993
NGC 4993 (ook wel NGC 4994) is een elliptisch sterrenstelsel in het sterrenbeeld Waterslang. Het hemelobject werd op 26 maart 1789 ontdekt door de Duits-Britse astronoom William Herschel.
Op 17 augustus 2017 werd in dit sterrenstelsel een korte gammaflits GRB 170817A waargenomen. Van dit soort gammaflitsen wordt verondersteld dat zij worden uitgezonden tijdens de botsing van twee neutronensterren.
Op 16 oktober 2017 werd door het samenwerkingsverband van LIGO en Virgo medegedeeld dat vrijwel op hetzelfde moment een zwaartekrachtgolf, genaamd GW170817, was gedetecteerd. Deze wordt daarom geassocieerd met genoemde botsing. Daarmee werd direct bevestigd dat botsende neutronendubbelsterren korte gammaflitsen produceren.

## Psi Hydrae
Het stelsel NGC 4993 bevindt zich, vanaf de aarde gezien, een kwart graad ten zuidzuidoosten van de ster Psi Hydrae (ψ Hydrae / 45 Hydrae). Amateurastronomen kunnen ψ Hydrae aanwenden als gidsster om op zoek te gaan naar NGC 4993.

## Synoniemen
- NGC 4994
- ESO 508-18
- MCG -4-31-39
- AM 1307-230
- PGC 45657